# 맨해튼 뮤니시펄 빌딩

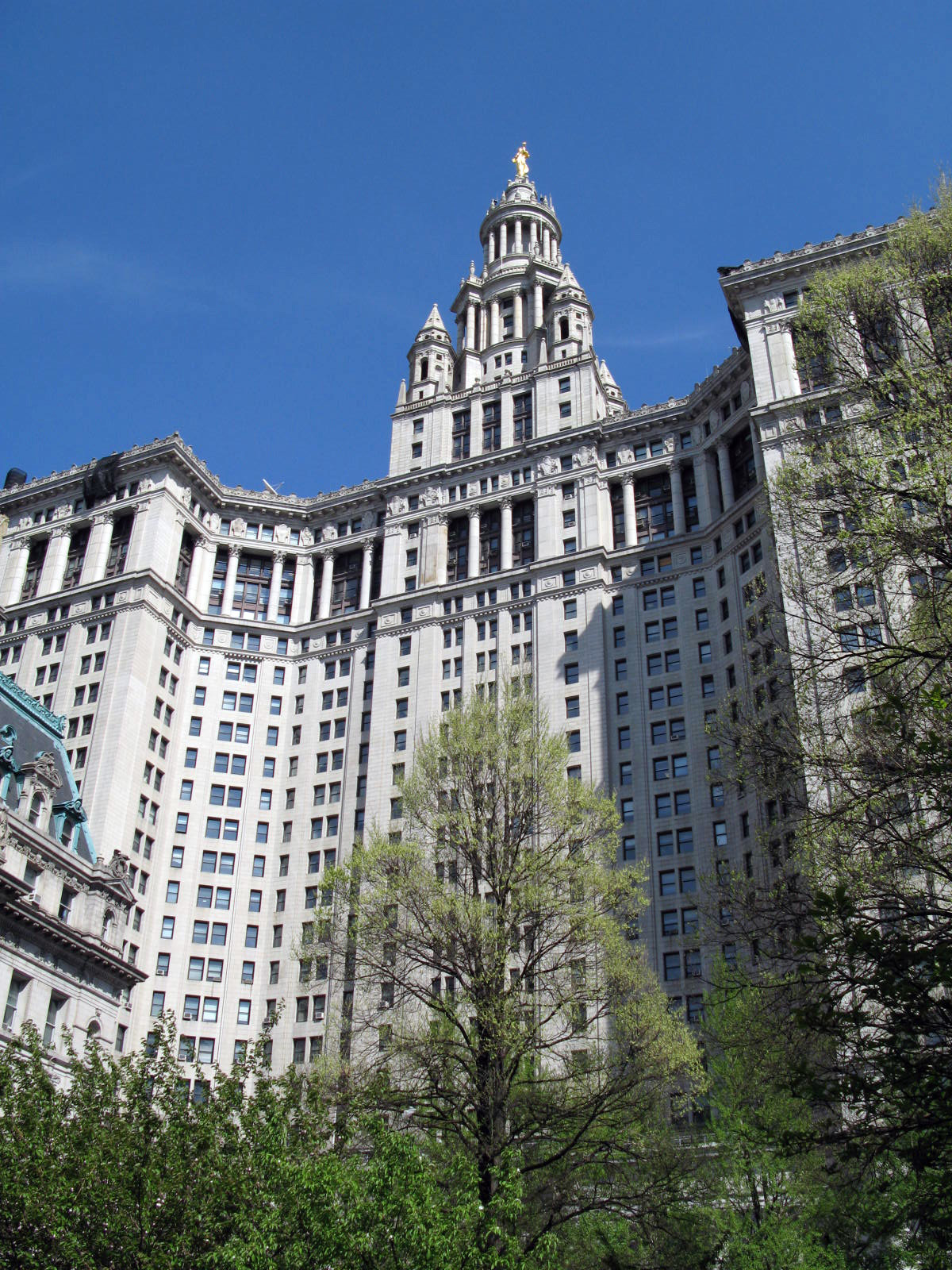
맨해튼 뮤니시펄 빌딩

맨해튼 뮤니시펄 빌딩(Manhattan Municipal Building)은 뉴욕 센터 스트리트 1에 위치한 건물이다. 40층 건물로 1898년에 주변 지자체와 합병한 후, 정부의 부족한 공간을 보완하기 위해 건설되었다. 1907년에 건설이 시작되어, 뉴욕의 도시 미 운동의 마지막으로 1914년에 완성되었다. 뉴욕 지하철 역으로 연결되었다. 이 건물은 다른 미국 도시의 건축물에도 큰 영향을 주었다.